# Molot
Molot (em russo:  Молот; bra: Versus - De Volta ao Ringue) é um filme de drama esportivo russo de 2016 dirigido por Nurbek Egen. Foi lançado em 3 de novembro de 2016 (na Rússia).

## Sinopse
Quando o lutador de MMA Victor sofre um acidente de carro, o bandido Shark ameaça matar sua amada garota se ele não concordar em brigar no ringue.

## Filmagem
O filme foi filmado parcialmente em São Petersburgo. Para as filmagens, a ponte Birzhevoy foi bloqueada, que conecta a Ilha Vasilyevsky com o lado de Petrogrado.

## Elenco
- Aleksey Chadov como Victor Stroev, também conhecido como Martelo Russo
- Oksana Akinshina como Vera
- Anton Shagin como Shark
- Sergey Chirkov como Alik
- Melvin Manhoef como Manuel Rivera, também conhecido como Tufão

## Marketing
O trailer do filme foi lançado online em 7 de setembro de 2016.

## Fatos
- Todas as cenas de lutas com Aleksey Chadov foram filmadas sem dublês.[4]